# Henrik Andersen
Pour les articles homonymes, voir Andersen.
Henrik Andersen, né le 7 mai 1965 à Amager (Danemark), est un footballeur danois.

## Biographie
Évoluant le plus souvent au poste d'arrière gauche, Henrik Andersen joue 30 matches et marque 2 buts avec l'équipe du Danemark avec laquelle il remporte le Championnat d'Europe des Nations 1992. Sérieusement blessé au genou en demi-finale contre les Pays-Bas lors d'un choc avec Marco van Basten, il ne peut toutefois disputer la finale contre l'Allemagne.
Henrik Andersen connaît deux clubs professionnels durant sa carrière, Anderlecht avec lequel il remporte 3 titres de champion de Belgique et une coupe UEFA (en 1983), et le FC Cologne.

## Clubs
- 1981-1982 : Fremad Amager  Danemark
- 1982-1990 : RSC Anderlecht  Belgique
- 1990-1997 : FC Cologne  Allemagne

## Palmarès
- Vainqueur du Championnat d'Europe des nations 1992 avec l'équipe du Danemark
- Vainqueur de la Coupe UEFA en 1983 avec Anderlecht
- Champion de Belgique en 1985, 1986 et 1987 avec Anderlecht
- Vainqueur de la Coupe de Belgique en 1988 et 1989 avec Anderlecht